# 北漢江

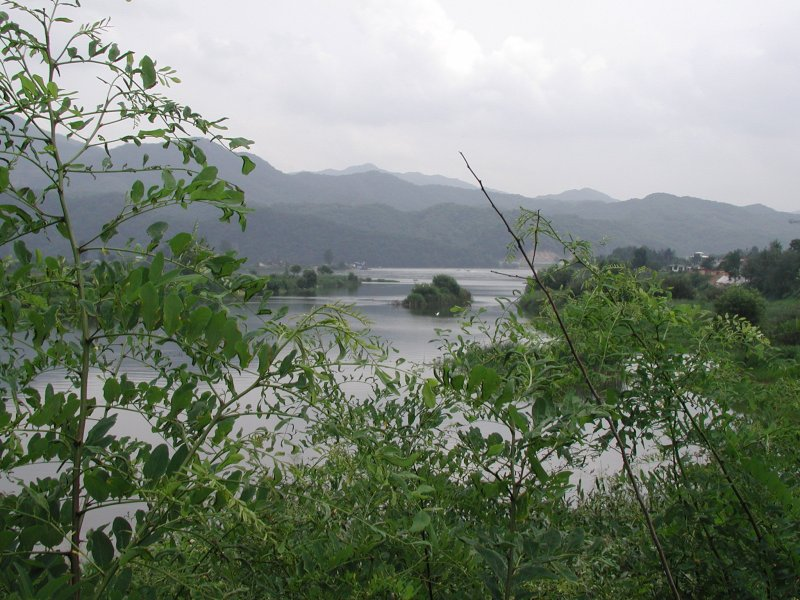
流經京畿道加平郡的北漢江

北漢江（：／ Bukhangang */?）是漢江的兩條主要支流之一，起源於江原道北部的金剛山。北漢江從江原道北部出發，越過南北韓非軍事區之後，進入江原道南部的華川郡，再流經春川市、京畿道的加平郡，並在楊平郡楊西面的統一展望台附近與南漢江合流，再流進首爾。
北漢江的流域面積有11,343 km²，當中有一半以上的流域(7,788 km²)位於南韓。